# Weymouth (Nouvelle-Écosse)
Pour la ville anglaise, voir Weymouth.
Weymouth est un village canadien situé dans le comté de Digby en Nouvelle-Écosse.

## Histoire
Les premiers colons européens furent des Acadiens expulsés lors de la déportation des Acadiens pour être remplacés par des Planters dans les années 1760. C'est toutefois en 1783 que Weymouth fut officiellement fondé par des Loyalistes ayant fui la Révolution américaine.
Le journal acadien L'Évangéline fut imprimé à Weymouth durant 16 ans, de 1889 à 1905.